# Football Club Atyrau
El Football Club Atyrau (en kazajo: Атырау Футбол Клубы) es un club de fútbol de la ciudad de Atyrau, en Kazajistán, milita en la Super Liga de Kazajistán, la liga de fútbol más importante del país.

## Historia
Fue fundado en 1980 en la ciudad de Atyrau como Prikaspiets, 20 años después se cambiaron el nombre a Akzhayik, el cual solo tuvieron un año, cuando cambiaron al nombre que tienen hasta hoy.

## Cambios de Nombre
- 1980 : Fundado como Prikaspiets
- 2000 : Renombrado Akzhayik
- 2001 : Renombrado Atyrau

## Palmarés
- Copa de Kazajistán: 1

2009

## Participación en competiciones europeas
| Temporada | Competición        | Ronda            | Club              | Cómputo global | Ida     | Vuelta  |
| --------- | ------------------ | ---------------- | ----------------- | -------------- | ------- | ------- |
| 2002-03   | Copa UEFA          | Clasificatoria 1 | FK Matador Púchov | 0–2            | 0-0 (C) | 0-2 (F) |
| 2003-04   | Copa UEFA          | Clasificatoria 1 | PFC Levski Sofia  | 1–6            | 1-4 (C) | 0-2 (F) |
| 2010-11   | UEFA Europa League | Clasificatoria 2 | Győri ETO FC      | 0–4            | 0-2 (C) | 0-2 (F) |

 Nota: C: Casa. F: Fuera

## Entrenadores
| - A. Aminov - Kayrat Aymanov - Vait Talgaev (2000-02) - Oleksandr Holokolosov (2003-05) - Sergey Timofeev (2005) - Aleksandr Averyanov (2006) - Vyacheslav Yeremeyev (2007) - Bakhtiar Sundin (2007) - Sergei Volgin (2008) - Vyacheslav Yeremeyev (2008) - Sergey Andreyev (2008) - Anton Shokh (2009) - Vakhid Masudov (2009–10) - Viktor Pasulko (2010) - Ramiz Mammadov (2010–11) - Ivan Azovskiy (2011) - Zoran Filipović (2011–12) - Yuri Konkov (2012) - Miodrag Radulović (2012-13) - Anatoliy Yurevich (2013–14) | - Vladimir Nikitenko (2014-16) - Stoycho Mladenov (2016) - Zoran Vulić (2016-17) - Sergei Pavlov (2017) - Vakhid Masudov (2018) - Adrian Sosnovschi (2018) - Viktor Kumykov (2018-17) - Kuanysh Kuandulov (Interino) (2019) - Oleg Dulub (2019-) |

## Jugadores

### Jugadores destacados
- Eduard Sergienko
- Denis Volodin
- Rašo Babić
- Omar Berdiýew
- Arslan Satubaldin
- Dmytro Kozachenko
- Spartak Murtazayev
- Javier León